# 361e régiment d'infanterie (France)
Le 361e régiment d'infanterie (361e RI) est un régiment d'infanterie de l'Armée de terre française constitué en 1914 avec les bataillons de réserve du 161e régiment d'infanterie.
À la mobilisation, chaque régiment d'active créé un régiment de réserve dont le numéro est le sien plus 200.

## Création et différentes dénominations
- 1914 : 361e régiment d'Infanterie
- 1916 : dissolution.

## Historique des garnisons, combats et batailles du361eRI

### Première Guerre mondiale

#### Affectations
112e brigade d'infanterie, 56e division d'infanterie d'août 1914 à juin 1916, 6e région, 3e groupe de réserve.

#### 1914
Le 361e régiment d'infanterie, devait aux termes du journal de mobilisation, se constituer à Reims, lieu de repliement, pour la mobilisation, du régiment actif dont la portion principale était à Saint-Mihiel. Leur dépôt commun fut déplacé à Guingamp (Côtes-du-Nord).
Saint-Jean-lès-Buzy, forêt de Chantilly (Bataille de Senlis), Bataille de l'Ourcq, Première bataille de l'Aisne

#### 1915
Bataille d'Hébuterne, bataille de Champagne, bois de la Raquette, Epine de Védégrange puis ferme de Navarin, Souain puis Champagne, Saint Soupplets.

#### 1916
Champagne, Saint Soupplets, bois Raquette, bois 157, Bataille de Verdun, Bras sur Meuse, fort de Douaumont, carrières d'Haudromont.
Dissolution du régiment juin 1916, certains solders passent au 350e régiment d'infanterie.

## Drapeau
Il porte, cousues en lettres d'or dans ses plis, les inscriptions suivantes :
- L'Ourcq 1914
- Champagne 1915

## Décorations
Aucune citation du régiment.

### voir aussi
Tentative de reconstitution du parcours sur Google Maps d'après les JMO

## Personnages célèbres ayant servi au361eRI
Adrien Henry en mai 1916, après retour de blessures.

### Sources et bibliographie
Anonyme, Historique du 361e RI, Dactylographié, 1918, sans date